# تله‌کلیک
تله‌کلیک (به انگلیسی: Clickbait) یک اصطلاح برای بیان محتوایی وبی است که هدف اصلی آن فریب کاربر برای کلیک و هدایت به یک صفحهٔ وب خاص یا یک ویدئو است. تله‌کلیک‌ها بیشتر با برانگیخته کردن حس کنجکاوی کار می‌کنند. آن‌ها بخشی از محتوا را که خواننده را تحریک به خواندن ادامهٔ مطلب می‌کند در آن قرار می‌دهند ولی این مقدار بدون لینک خواندن بقیه مقدور نیست. از یک دیدگاه تاریخی تکنیک‌های به کار گرفته شده با تله‌کلیک‌ها را می‌توان اشتقاقی از روزنامه‌نامه نگاری زرد دانست.